# Étienne Turquet
Étienne Turquet (* um 1495 in Cherasco, Herzogtum Savoyen; † um 1560 in Lyon) war ein Lyoner Kaufmann, der die Grundlage für die Seidentuchproduktion in Lyon legte. Die Seidenweberei sollte Geschichte der Stadt fortan jahrhundertelang prägen.
Turquet, der piemontesischer Herkunft war, begründete seinen Handel in Lyon mit der Einfuhr von Gewürzen und Samt. Ab 1536 eröffnete er die ersten Seidenwebereien. Zur selben Zeit erhielt er von der Stadtregierung (Consulat de Lyon) die Erlaubnis, Facharbeiter aus Genua anzuwerben und der französische König Franz I. stellte ihm das Patent zur Gründung einer Handelsgesellschaft aus. Der König, der am Italienischen Krieg beteiligt war, verfolgte damit auch das Ziel, das Monopol seiner Feinde in Oberitalien zu brechen.
Da die Gesellschaft größtenteils Frauen und Kinder beschäftigte, die in der Aumônerie générale de Lyon, einer kirchlichen Fürsorgeinrichtung, untergebracht waren, wurde Turquet auch deren Almosenier.